# ホルヘ・オテロ・バレット
ホルヘ・A・オテーロ・バレット（Jorge A. Otero Barreto, 1937年4月7日 - ）は、アメリカの軍人。ベトナム戦争の折に38つの勲章等を受章しており、ベトナム戦争における最多受章兵の1人とされている。アクション映画シリーズの主役ジョン・ランボーに因む「プエルトリカン・ランボー」(The Puerto Rican Rambo)の渾名でも知られる。軍や政府以外の民間団体からの受賞も多く、彼の名に因んで命名された建築物も多い。ベトナム戦争に参加したプエルトリコ系アメリカ兵を題材にしたドキュメンタリー作品『Brave Lords』では、彼が主題として取り上げられた。

## 若年期
ホルヘ・A・オテロ・バレットは、プエルトリコのベガ・バハにて、父イーロイ・オテロ＝ブルノ(Eloy Otero-Bruno)と母クリスピーナ・バレット＝トレス(Crispina Barreto-Torres)の元に生を受けた。父イーロイは自らが尊敬するジョージ・ワシントンに因んで、息子に「ジョージ」(George)のスペイン語系である「ホルヘ」(Jorge)の名を与えたのだという。ホルヘはベガ・バハで初等中等教育を修了し、大学で3年間生物学について学んだ後、1959年にアメリカ陸軍に志願した。彼は基本訓練の後に空挺学校へ進み、1960年に卒業した。彼は空挺学校を卒業した最初のプエルトリコ人であった。

## ベトナム戦争
1961年から1970年までの間、ホルヘ・オテロ・バレットは南ベトナム軍の訓練顧問などとして5度の東南アジア派遣に参加した。ドキュメンタリー作品『Brave Lords』によれば、オテロ・バレットはその軍歴の中で第101空挺師団、第25「トロピック・ライトニング」歩兵師団、第82空挺師団、第173空挺旅団戦闘団など様々な部隊での勤務を経験した。彼は200以上の戦闘任務に従事し、5度負傷し、38つの勲章等を受章し、ベトナム戦争における最多受章兵の1人としてその名を知られる事となった。彼の受章した勲章等には3つの銀星章、5つの銅星章、4つの陸軍褒章メダル、5つの名誉戦傷章、5つのエア・メダルが含まれる。
彼は復員後も「最多受章のプエルトリコ復員兵」や「ベトナム戦争最多受章兵」として報道などで取り上げられた。

## 評価
2012年6月22日、オテロ・バレットはオハイオ州ロレインのベトナム戦争戦没者慰霊碑における夕食会にて講演をおこなった。2006年9月1日、プエルトリコ人団体のプエルトリコ全国連合会(Coalición Nacional Puertorriqueña)は、シカゴのホテルヒルトンで開かれた会議にてオテロ・バレットに対する特別功労章の授与を決定した。この際にはプエルトリコ系の上院議員ルイス・グティエレスが講演を行っている。
マサチューセッツ州スプリングフィールドにある退役軍人向けの一時生活支援施設「ホルヘ・オテロ＝バレット一等軍曹浮浪退役軍人一時生活所」(SFC Jorge Otero-Barreto Homeless Veterans Transitional Home)の名も彼にちなむ。
彼の故郷ベガ・バハの街には、彼の名を冠したホルヘ・オテロ・バレット博物館(Jorge Otero Barreto Museum)がある。2011年10月2日、オテロ・バレットは「今年の偉大なベガ・バハ市民」(Vegabajeño del Año en Civismo)に選ばれた。プエルトリコ人アメリカ兵を追ったドキュメンタリー映画『Brave Lords』でも、オテロ・バレットの姿が取り上げられている。

## 勲章・記章等

第101空挺師団
第25歩兵師団
第82空挺師団
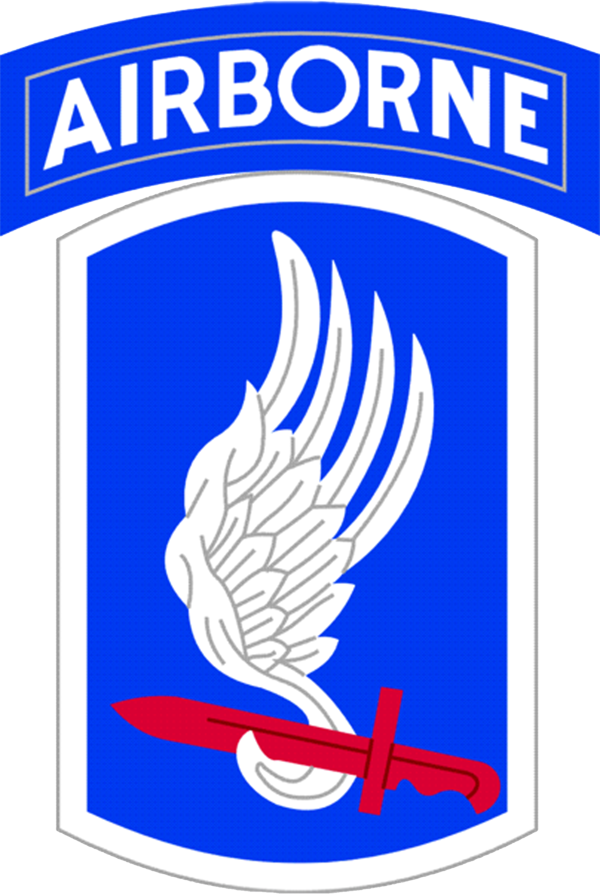
第173空挺旅団戦闘団

オテロ・バレットは以下のような勲章・記章等を受章している。
- 銀星章 - 2つの柏葉章（英語版）付。
- 銅星章 - 4つの柏葉章付。
- 陸軍褒章メダル（英語版） - 3つの柏葉章付。
- 名誉戦傷章 - 4つの柏葉章付。
- エア・メダル - 4つの柏葉章付。
- 国防従軍章（英語版）
- ベトナム戦線記念記章（英語版）
- ベトナム戦争従軍記章（英語版） - 4つの5/16インチ星章付。

バッジ
- 空中強襲徽章（英語版）

部隊章
- 第101空挺師団
- 第25歩兵師団
- 第82空挺師団
- 第173空挺旅団戦闘団